# Велимир Костов Чеда
Велимир Костов Чеда (Димитровград, 22. мај 1956 – Ниш, 17. јул 2020) био  је српски песник, преводилац и антологичар. 

## Биографија
Основно образовање и гимназију завршио је у Крушевцу, а англистику на Филозофском факултету у Нишу. Радио је као професор енглеског језика и стручни преводилац. Био је директор Позоришта лутака у Нишу и Новинско-издавачке установе на бугарском језику „Братство” у Нишу. Био је члан Српског књижевног друштва, члан Удружења књижевних преводилаца Србије, Српског и Бугарског ПЕН центра, као и члан Управног одбора Српског ПЕН центра. Једно време био је и председник  Савета за људска и мањинска права у Градском већу града Ниша. Преводиo је са енглеског, француског и бугарског језика. Поезија му је превођена на енглески, француски, бугарски, словеначки и македонски. 
Преминуо и сахрањен у Нишу.

## Дела

### Поезија
- Прећутни договори, песме, Градина, Ниш, 1997.
- Поткожни живот, песме, Просвета, Ниш, 2003.
- Ако то зна Вацлав Хавел, песме, Нишки културни центар, Ниш, 2004.
- Черна пчела, песме (на бугарском), Братство, Ниш, 2011.
- Сабрани блузеви, сабране песме (приредио Зоран Ћирић), Нишки културни центар, Ниш 2022,

## Преводи и антологије

### С енглеског језика
- Антологија кратке приче САД , Багдала, Крушевац, 1984.
- Антологија кратке приче Канаде , Багдала, Крушевац, 1986.
- Елис Манро: Лишај, Свеске, Панчево, 1992.
- Дени Лаферијер: Како водити љубав са црнцем, Градина, Ниш, 1995, друго издање Октоих, Подгорица, 1999.
- Маргарет Етвуд: Добре кости, са Весном Лопичић, Октоих, Подгорица, 1995.

### С бугарског језика
- Антологија кратке приче Бугарске, Багдала, Крушевац, 1998.
- Цветанка Еленкова: Ране од слободе, Повеља, Краљево, 2009.
- Алек Попов: Ниво за напредне, приче, Геопоетика, 2010.
- Кристин, која је махала из воза, савремена бугарска прича, Културни центар Новог Сада, 2011.
- Едвин Сугарев: Скривена чула, изабране песме, Нишки културни центар, 2019.

### Превод на енглески
- Apple in the Heart – Смотра културних достигнућа Рома Србије XXVI, превод на енглески, 2002, Ниш;

### Превод на македонски језик
- Часопис Современост, 2004, бр. 5, стр. 115-116.
- Часопис Современост, 2006, бр. 4, стр. 104.